# Estandarte presidencial de Polonia
El estandarte o pabellón del presidente de la República de Polonia, –el jefe supremo de las Fuerzas Armadas Polacas– (en polaco: Proporzec Prezydenta Rzeczypospolitej Polskiej) es un pabellón utilizado por las Fuerzas Armadas de aquel país para indicar la presencia y rendir honores al jefe del Estado Polaco, que ostenta ex officio la jefatura de las Fuerzas Armadas. El pabellón presidencial es izado por la Armada de Polonia en sus buques cuando el presidente de la república embarca en alguno de ellos de forma oficial. También es utilizado en tierra para señalar la presencia del jefe del Estado. El diseño del pabellón se basa directamente en el estandarte de la República de Polonia de antes de la guerra, que solía formar parte de la insignia presidencial.

## Regulación

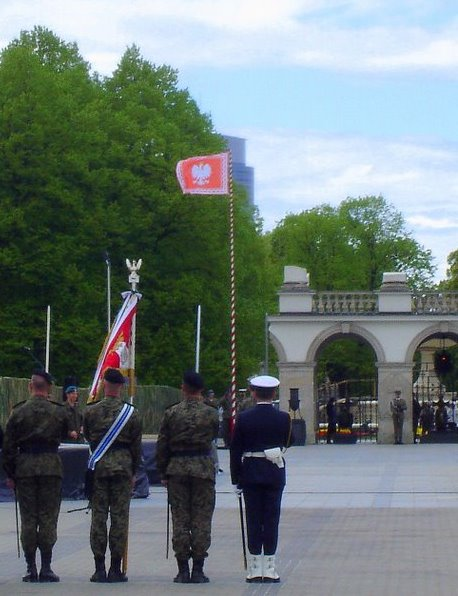
El estandarte presidencial junto al Monumento al Soldado Desconocido, en Varsovia, durante la celebración del Día de la Constitución Polaca del 3 de Mayo.

El estandarte presidencial se encuentra regulado en la Ordenanza del Ministerio de Defensa Nacional sobre el uso de insignias en las Fuerzas Armadas, de 26 de enero de 1996 que ha sido objeto de enmiendas posteriores. La ordenanza establece que el pabellón presidencial es "un trozo de paño rojo con la figura del águila del Estado polaco (la popularmente conocida como Águila Blanca que figura en el escudo del país) en su centro, bordeado con una trama ondulada (wężyk generalskique) que es utilizada como divisa de los generales polacos. Las proporciones del estandarte son de 5:6. El tamaño de la figura del águila es de 3:5 en relación con la longitud del lado del mástil del pabellón.

## Uso
En Polonia, el estandarte presidencial posee un uso castrense. Es empleado como guion en las ceremonias militares a las que acude el presidente como comandante en jefe de las Fuerzas Armadas. Las ceremonias más destacadas en las que puede verse el estandarte presidencial son el Día de la Constitución Polaca del 3 de Mayo; el Día de las Fuerzas Armadas de Polonia, 15 de agosto; y el Día de la Independencia, 11 de noviembre. Durante la gran parada militar que celebró el 15 de agosto de 2007 en Varsovia, el presidente Lech Kaczyński utilizó un todoterreno precedido por un oficial de la caballería polaca, con montura, que portaba el pabellón presidencial usado como guion.

## Historia

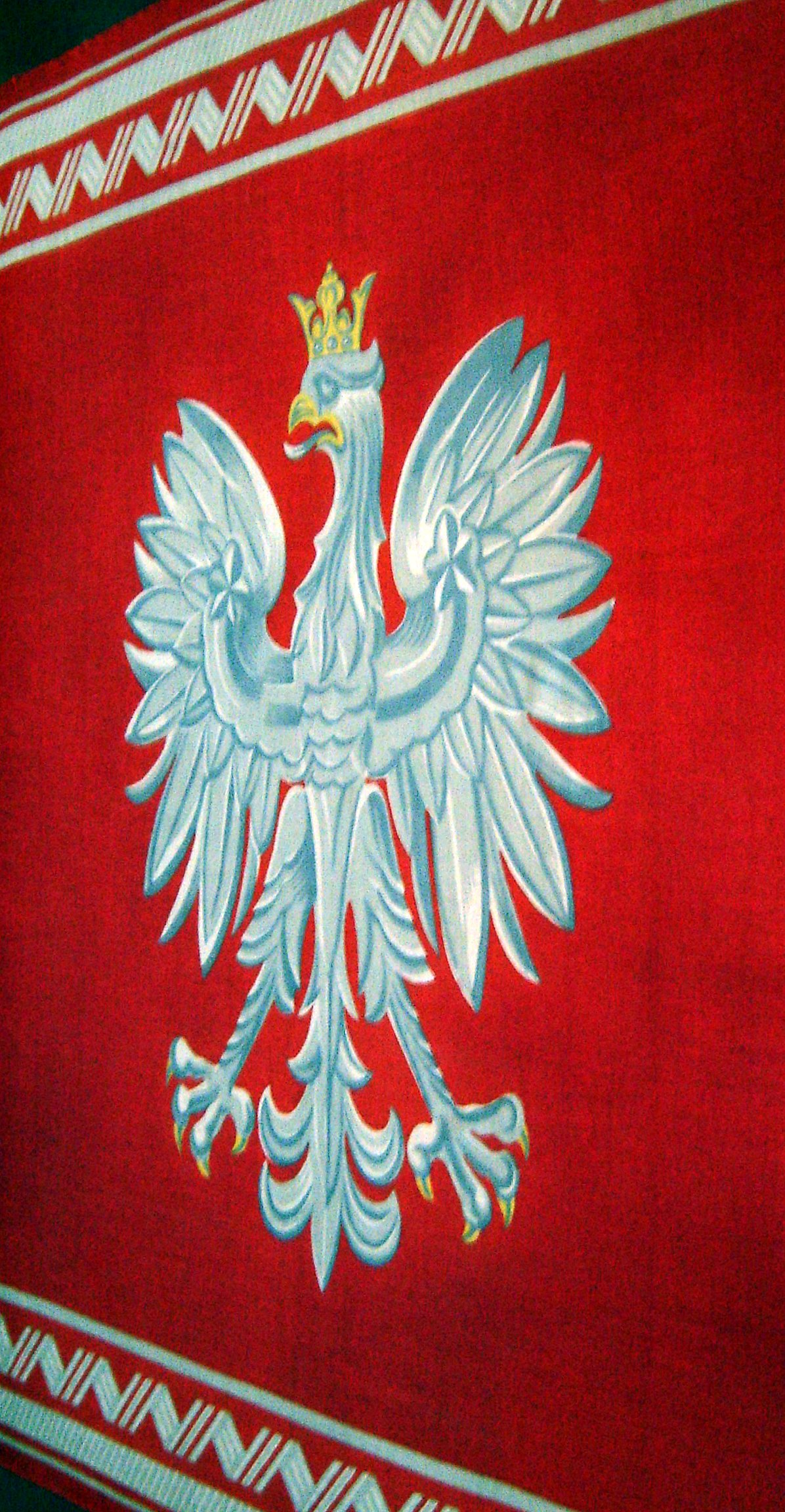
Pabellón de la República de Polonia, mostrado en el Castillo real de Varsovia.

Polonia ha contado desde el siglo XI con un pabellón como enseña sus monarcas y otros jefes de Estado. Aunque ha variado con el tiempo siempre ha cosistido en una bandera heráldica con las armas de Polonia (un águila de plata coronada de oro sobre gules o rojo). En 1919, el Sejm (cámara baja del Parlamento Polaco) estableció que el uso del Pabellón de la República quedaba reservado al jefe del Estado, conocido como Líder de la Nación (Naczelnik Państwa) y, posteriormente, por los Presidentes de la República. En 1927, fue modificado para que recogiese los cambios adoptados en el diseño del escudo nacional. Desde aquel año el Pabellón de la República de Polonia ha sido prácticamente idéntico al estandarte presidencial actual.
Después de la II Guerra Mundial, el pabellón de la República de Polonia continuó siendo usado por los presidentes del Gobierno Polaco en el exilio. Al mismo tiempo, en el interior, las autoridades comunistas emplearon una versión muy semejante con un águila sin coronar. En 1955, el pabellón de la República dejó de tener carácter oficial pero el primer ministro y, durante los años 60 el Consejo de Estado, continuaron utilizándolo.
El actual pabellón presidencial fue creado por el ministro de la Defensa Nacional el 29 de enero de 1996 con la intención de que fuese izado únicamente en los buques de la Armada Polaca cuando embarcase en ellos el jefe supremo de las Fuerzas Armadas. Desde el 14 de diciembre de 2005, se ha extendido su uso al conjunto de las Fuerzas Armadas polacas. El pabellón presidencial fue visto en tierra por primera vez durante la ceremonia del Día de la Constitución, el 3 de mayo de 2005, junto al Monumento al Soldado Desconocido de Polonia. 